# Jean-Philippe Rameau
Jean-Philippe Rameau, född 1683 (döpt den 25 september) i Dijon, död 12 september 1764 i Paris, var en fransk kompositör inom barockmusik samt en inflytelserik musikteoretiker. Han ersatte Jean-Baptiste Lully som den dominerande kompositören inom fransk opera, och blev attackerad av dem som föredrog Lullys stil. Rameaus musikteoretiska skrifter lade grunden för mycket av den tonala musikens harmonilära. Han samarbetade bland annat med Voltaire och gjorde sig till ovän med Jean-Jacques Rousseau genom sina föraktfulla anmärkningar om en av Rousseaus kompositioner. Kung Ludvig XV av Frankrike utnämnde Rameau till hovkompositör 1745, och adlade honom 1764.

## Biografi
Rameaus far var organist i katedralen i Dijon, och Jean-Philippe började spela cembalo då han var mycket ung. Han studerade juridik men kom dock att följa i sin fars fotspår och försörjde sig som organist. Under sin ungdom var Rameau en tid i Italien. Han skötte därefter organistplatser i Clermont-Ferrand och andra städer, och var även en tid i Paris innan han återvände till Dijon för att ta över sin fars tjänst. Det var först i fyrtioårsåldern som Rameaus karriär tog fart, och det är också då han börjar framträda tydligare i källorna. Han bosatte sig i Paris 1723, och bodde kvar där till sin död 1764. I Paris lyckades Rameau, trots åtskilliga motgångar, slå igenom med sina skrifter, och senare även cembalostycken och operor. Rykte hade han först vunnit genom sin Traité de harmonie réduite á ses principen naturels (1722), som kom att bli en av grundstenarna för den moderna harmoniläran. Det är möjligt att flytten till Paris delvis motiverades av att Rameau ville övervaka tryckningen av detta verk. Då François Couperin dog 1733 blev Rameau den ledande kompositören i Frankrike. Från den tiden började Rameau nästan uteslutande skriva operor.

## Eftermäle
Nedslagskratern Rameau på planeten Merkurius och asteroiden 4734 Rameau är uppkallade efter honom.

## Verk
RCT-numreringen refererar till Rameau Catalogue Thématique skapad av Sylvie Bouissou och Denis Herlin. 

### Instrumental musik
- Pièces de clavecin. Trois livres. "Stycken för cembalo", 3 böcker, publicerad 1706, 1724, 1726/27(?). Tambourin (fil)
  - RCT 1 - Premier Livre de Clavecin (1706)
  - RCT 2 - Pièces de clavecin (1724) - Suite i e moll
  - RCT 3 - Pièces de clavecin (1724) - Suite i D dur
  - RCT 4 - Pièces de clavecin (1724) - Menuett i C dur
  - RCT 5 - Nouvelles suites de pièces de clavecin (1726/27) - Suite i a moll
  - RCT 6 - Nouvelles suites de pièces de clavecin (1726/27) - Suite i g moll
- Pieces de Clavecin en Concerts Fem album med karaktärstycken för cembalo, violin och viol. (1741)
  - RCT 7 - Concert I i c moll
  - RCT 8 - Concert II i G dur
  - RCT 9 - Concert III i A dur
  - RCT 10 - Concert IV i B dur
  - RCT 11 - Concert V in d moll
- RCT 12 - La Dauphine för cembalo. (1747)
- RCT 12bis - Les petits marteaux för cembalo.
- Ett flertal orkestrala danssviter efter Rameaus operor.

### Motetter
- RCT 13 - Deus noster refugium (c.1713-1715)
- RCT 14 - In convertendo (troligtvis före 1720)
- RCT 15 - Quam dilecta (c. 1713-1715)
- RCT 16 - Laboravi (publicerad i Traité de l'harmonie, 1722)

### Canons
- RCT 17 - Ah! loin de rire, pleurons (sopraner, alt, tenor, bas) (pub. 1722)
- RCT 18 - Avec du vin, endormons-nous (2 sopraner, Tenor) (1719)
- RCT 18bis - L'épouse entre deux draps (3 sopranos) (kan möjligtvis vara skriven av François Couperin)
- RCT 18ter - Je suis un fou Madame (3 blandade röster) (1720)
- RCT 19 - Mes chers amis, quittez vos rouges bords (3 sopraner, 3 basar) (pub. 1780)
- RCT 20 - Réveillez-vous, dormeur sans fin (5 blandade röster) (pub. 1722)
- RCT 20bis - Si tu ne prends garde à toi (2 sopraner, bas) (1720)

### Sånger
- RCT 21.1 - L'amante préoccupée or A l'objet que j'adore (sopran, continuo) (1763)
- RCT 21.2 - Lucas, pour se gausser de nous (sopran, bas, continuo) (pub. 1707)
- RCT 21.3 - Non, non, le dieu qui sait aimer (sopran, continuo) (1763)
- RCT 21.4 - Un Bourbon ouvre sa carrière or Un héros ouvre sa carrière (alt, generalbas) (1751, en aria från Acante et Céphise censurerad före premiären och återkom aldrig i verket).

### Kantater
- RCT 23 - Aquilon et Orithie  (mellan 1715 och 1720)
- RCT 28 - Thétis (samma period)
- RCT 26 - L’Impatience (samma period)
- RCT 22 - Les amants trahis (omkring 1720)
- RCT 27 - Orphée (samma period)
- RCT 24 - Le berger fidèle (1728)
- RCT 25 - Cantate pour le jour de la Saint Louis (1740)

### Operor

#### Opéra comique
- RCT 36 - L'endriague (i 3 akter, 1723)
- RCT 37 - L'enrôlement d'Arlequin (i 1 akt, 1726)
- RCT 55 - La robe de dissension eller Le faux prodige (i 2 akter, 1726)
- RCT 55bis - La Rose eller Les jardins de l'Hymen (i en prolog och 1 akt, 1744)

#### Tragédie en musique
- RCT 43 - Hippolyte et Aricie (1733; reviderad 1742)
- RCT 32 - Castor et Pollux (1737; reviderad 1754)
- RCT 35 - Dardanus (1739; reviderad 1744 and 1760),[6][7]
- RCT 62 - Zoroastre (1749; reviderad 1756, med ny musik för akt II, III & V)
- RCT 31 - Les Boréades eller Abaris (1763)

#### Opéra-ballet
- RCT 44 - Les Indes galantes (1735; revised 1736)
- RCT 41 - Les fêtes d'Hébé or les Talens Lyriques (1739)
- RCT 39 - Les Fêtes de Polymnie (1745)
- RCT 59 - Le Temple de la Gloire (1745; revised 1746)
- RCT 38 - Les Fêtes de l'Hymen et de l'Amour eller Les Dieux d'Egypte (1747)
- RCT 58 - Les Surprises de l'amour (1748; reviderad 1757)

#### Pastorale héroïque
- RCT 60 - Zaïs (1748)
- RCT 49 - Naïs (1749)
- RCT 29 - Acante et Céphise eller La sympathie (1751)
- RCT 34 - Daphnis et Eglé (1753)

#### Comédies lyriques
- RCT 53 - Platée eller Junon jalouse (1745), score
- RCT 51 - Les Paladins eller Le Vénitien (1760)

#### Comédie-ballet
- RCT 54 - La Princesse de Navarre (1744)

#### Acte de ballet

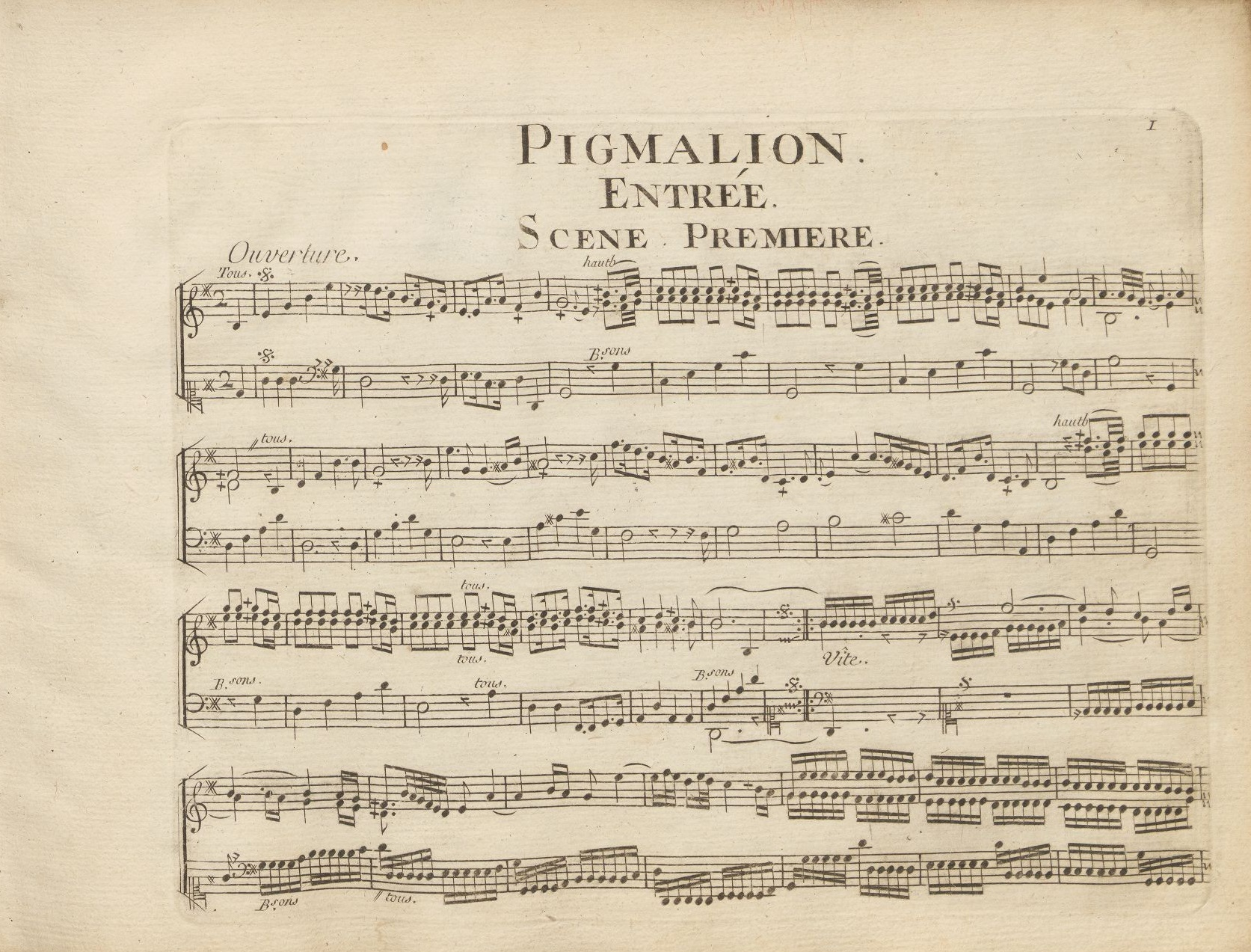
Pigmalion, 1748

- RCT 33 - Les courses de Tempé (1734)
- RCT 40 - Les Fêtes de Ramire (1745)
- RCT 50 - Nélée et Myrthis (1745)
- RCT 52 - Pigmalion (1748)
- RCT 42 - La Guirlande eller Les fleurs enchantées (1751)
- RCT 57 - Les Sybarites eller Sibaris (1753)
- RCT 61 - Zéphyre (1753)
- RCT 48 - La Naissance d'Osiris eller La Fête Pamilie (1754)
- RCT 30 - Anacréon (1754)
- RCT 58 - Anacréon (fullständig komposition från verket ovan, 1757, se 3:e Entrée av Les Surprises de l'amour)
- RCT 45 - Io (ofullbordad, inga angivna datum)

#### Försvunna verk
- RCT 56 - Samson (tragédie en musique) (1734)
- RCT 46 - Linus (tragédie en musique) (1752, partituret stulet efter en repetition)
- RCT 47 - Lysis et Délie (pastorale) (1753)

### Internetkällor
- Confidencen Opera Music Festival, 2023. Läst 27 juli 2023.
- Sadler, Graham; Christensen, Thomas. ”"Rameau, Jean-Philippe."” (på engelska). Grove Music Online. Oxford Music Online. http://www.oxfordmusiconline.com.ezproxy.ub.gu.se/subscriber/article/grove/music/22832. Läst 27 Januari 2011.

Den här artikeln är helt eller delvis baserad på material från Nordisk familjebok, Rameau, Jean Pilippe, 19 juli 1913.